# İlkay Gündoğan
İlkay Gündoğan   (Gelsenkirchen, 24 d'octubre de 1990) és un jugador de futbol alemany d'ascendència turca. Juga de migcampista al Manchester City FC. Ha sigut internacional amb la selecció d'Alemanya.
És àmpliament reconegut com a un dels millors migcampistes per habilitats de lideratge i de joc.
Gündoğan va fitxar pel FC Nürnberg el 2009. Va fitxar pel Borussia Dortmund el 2011, guanyant la 1.Bundesliga i la DFB-Pokal en la seva primera temporada. El 2013, va ajudar el Dortmund a arribar a la seva primera final de la Lliga de Campions de la UEFA des de 1997. Després de jugar 157 partits i marcar 15 gols amb el club, Gündoğan va fitxar pel Manchester City FC el 2016, on va guanyar cinc títols de la Premier League, quatre EFL Cups, dues FA Cups i la Lliga de Campions de la UEFA de 2023 com a part d'un triplet de títols, durant la seva darrera temporada, en la qual va exercir de capità.
Gündoğan va fer el seu debut amb la selecció alemanya el 2011, després d'haver estat convocat anteriorment amb totes les seleccions inferiors fins a la sub-21. Va ser seleccionat amb les seleccions d'Alemanya per a la Campionat d'Europa de futbol 2012, la Copa del Món de la FIFA 2018, la Campionat d'Europa de futbol 2020 i la Copa del Món de la FIFA 2022.

## Primers anys
Gündoğan va néixer a Gelsenkirchen (Renania del Nord-Westfàlia) de pares turcs. El seu avi patern era un treballador immigrant que es va traslladar de Balıkesir (Turquia) a la regió alemanya del Ruhr per treballar com a miner. Mentrestant, la seva dona va romandre a Turquia amb els seus fills, on van créixer i van anar a escola.

## Trajectòria

### Inicis
Va arribar al VfL Bochum amb quinze anys. A principis del 2009 va arribar al Nürnberg VfL aconseguint l'ascens a la Bundesliga.

### Borussia Dortmund
Després d'una temporada i mitja al Nürnberg VfL, l'estiu del 2011 es va fer oficial el seu fitxatge pel Borussia l'acord es va tancar per una xifra propera als 4 milions d'euros.
El seu debut oficial a la Bundesliga va ser 5 d'agost del 2011 contra l'Hamburger SV. I el seu primer gol va ser en la dissetena jornada de Bundesliga contra el Freiburg. Aquella temporada el Borussia es va proclamar campió de la Bundesliga 2011-12 i la DBF Pokal.
La següent temporada va ser la de l'eclosió definitiva del jugador en l'elit del futbol internacional. Malgrat no poder revalidar cap dels dos títols domèstics amb el seu equip, cal destacar el fantàstic paper de l'equip alemany en la Lliga de Campions 2012-13. Gündoğan va destacar, sobretot, en les semi-finals contra el Reial Madrid, juntament amb Robert Lewandowski.

### Manchester City

#### 2016-2017: Primera temporada i lesió de llarga durada
El 2 de juny del 2016, Gündoğan va signar un contracte de quatre anys amb el Manchester City, de la Premier League, amb un traspàs estimat en 20 milions de lliures. Va ser el primer fitxatge del club a les ordres de l'exentrenador del FC Bayern de Múnic Pep Guardiola. Gündoğan va debutar el 14 de setembre, jugant per primera vegada en quatre mesos en un partit de la fase de grups de la Lliga de Campions de la UEFA 2016-17 a casa contra el Borussia Mönchengladbach. El City va guanyar 4-0; Gündoğan va guanyar un penal que va transformar Sergio Agüero. Tres dies després, Gündoğan va ser titular i va marcar amb un xut dret ras davant l'AFC Bournemouth en una victòria per 4-0 a casa. Va marcar un doblet i va donar l'assistència del gol d'Agüero contra el West Bromwich Albion a la victòria per 4-0 a The Hawthorns el 29 d'octubre de 2016. Va continuar la seva ratxa marcant dos gols contra el Barça en una victòria per 3-1 a casa en la fase de grups de la Lliga de Campions.
El 14 de desembre, en un partit de la Premier League 2016-17 contra el Watford, Gündoğan va ser substituït al minut 44 amb una lesió als lligaments del genoll. Guardiola va declarar que el jugador estaria de baixa "diversos mesos". Més tard es va confirmar que Gündoğan es va trencar el lligament creuat del genoll dret i es perdria el que restava de temporada.

#### 2017-2022: títols consecutius de la Premier League

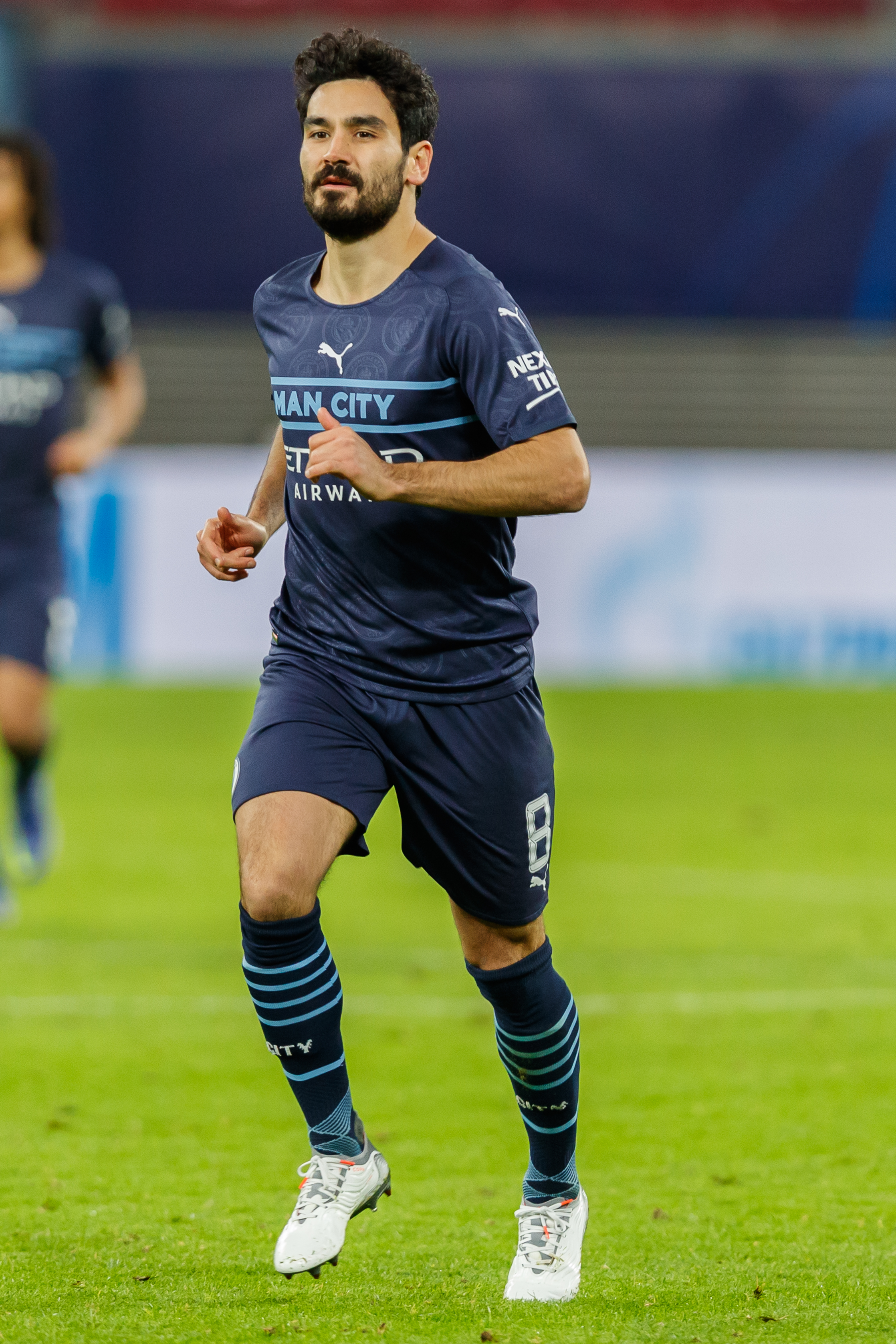
Gündoğan amb el Manchester City el 2021

El 16 de setembre de 2017, Gündoğan va fer la seva primera aparició amb el Manchester City en nou mesos, entrant com a suplent en la victòria de l'equip per 6-0 a la Premier League 2017-18 a domicili contra el Watford. Tres mesos després, va marcar el seu primer gol de la temporada amb una rematada de cap, assistit per Leroy Sané, un gol que va donar avantatge al City en la seva victòria per 4-1 contra el Tottenham Hotspur FC. El 13 de febrer de 2018, va marcar un doblet, amb un gol a cada part, en la victòria del City per 4-0 contra el FC Basilea en el partit d'anada dels vuitens de final de la Lliga de Campions 2017-18. El 4 de març, va establir dos rècords de passades a la Premier League en una victòria per 1-0 a casa contra el Chelsea FC: una de més passades intentades (174), i una altra de més passades completades (167) en un sol partit. L'anterior posseïdor d'ambdós rècords havia estat el seu excompany al City Yaya Touré, que va completar 157 passades de 168 intents contra l'Stoke City el desembre de 2011.
L'agost de 2019, Gündoğan va signar una ampliació de contracte de quatre anys amb el City.
El 21 de setembre de 2020 va donar positiu per COVID-19, cosa que el va obligar a autoaïllar-se durant deu dies. Això es va anunciar el mateix dia que es disputaria el primer partit de la temporada del City contra el Wolverhampton Wanderers FC. Després de recuperar-se, va tornar a l'equip i va marcar el seu primer gol de la temporada a la Premier League el 15 de desembre en un empat a un a casa contra el West Bromwich Albion.
El 7 de febrer de 2021, Gündoğan va marcar dos gols en una victòria a domicili per 4-1 davant el Liverpool FC, que va suposar la primera victòria del City a Anfield des de 2003. El 12 de febrer, va rebre el premi al millor jugador del mes de la Premier League per les seves actuacions al llarg de gener. El 12 de març, va rebre el premi per segon mes consecutiu, amb quatre gols i una assistència en cinc partits. Amb això, es va convertir en el primer jugador del City en guanyar dos premis consecutius per al club. Va ser el màxim golejador del City de la temporada de lliga amb 13 gols. El 29 de maig, va jugar la seva segona final de la Lliga de Campions, i la primera de la seva història amb el City, que va acabar amb derrota per 1-0 davant el Chelsea.
El 22 de maig de 2022, va marcar dos gols en una victòria per 3-2 a casa contra l'Aston Villa a l'última jornada de la Premier League 2021-22, resultat que va suposar el títol de la Premier League per al club.

#### 2022-2023: Capità guanyador del triplet i darrera temporada
Gündoğan va ser triat pels seus companys com a capità del club el 14 d'agost de 2022, substituint al sortint Fernandinho. El 6 de maig de 2023, va marcar els dos gols de la victòria per 2-1 davant el Leeds United FC, que va suposar la desena victòria consecutiva del seu club a la Premier League 2022-23. El 14 de maig, Gündoğan va marcar dos gols davant l'Everton FC, un amb un hàbil toc i l'altre amb un tir lliure ben executat. Guardiola va comentar que el jugador havia demostrat "una vegada i una altra la seva qualitat i la seva importància". Aquestes actuacions van contribuir en gran manera que el City s'alcés finalment amb el títol de lliga.
El 3 de juny de 2023, Gündoğan va marcar el gol més ràpid de la història de la final de la FA Cup, amb una volea llunyana als 12 segons de la final de 2023 contra el Manchester United FC. El partit va acabar amb victòria del City per 2-1, i Gündoğan va marcar el segon gol amb una altra volea al minut 51. El tercer gol el va marcar al minut 72, encara que va ser anul·lat per fora de joc. A causa de la seva actuació en el partit, va ser elogiat com a "magnífic" pel periodista Phil McNulty, i va ser votat com a home del partit pels lectors de BBC Sport. Enmig de rumors sobre possibles sortides al Barça o a l'Arsenal, Guardiola va reafirmar el seu convenciment que Gündoğan havia de quedar-se, afirmant que el director de futbol del Manchester City, Txiki Begiristain, estava " treballant" en un nou contracte per al centrecampista. El 10 de juny, va guanyar la seva primera Lliga de Campions després de vèncer 1-0 a l'Inter de Milà a la final, convertint-se en el primer capità del club a aixecar la Copa d'Europa. El 26 de juny, el City va anunciar la marxa de Gündoğan després de set anys.

### FC Barcelona
El 26 de juny de 2023, el FC Barcelona, va anunciar el fitxatge de Gündoğan en qualitat de lliure traspàs fins a juny de 2025, amb la qual cosa es va convertir en el divuitè jugador alemany en incorporar-se al club, entre ells 11 jugadors abans de 1915 i entre els quals destaquen Bernd Schuster, Robert Enke i Marc-André ter Stegen. Gündoğan va arribar al Barça després de guanyar el triplet com a capità del Manchester City, convertint-se en un objectiu clau per al Barça en el seu intent de revalidar el títol de Lliga. Tot i portar el número 14 durant els partits de pretemporada, va triar el número 22 per al seu dorsal definitiu, llavors vacant per Raphinha, que començà a portar el número 11.
El 28 d'octubre del 2023, Gündoğan va marcar el seu primer gol amb el Barça al minut 6, que va donar al seu equip l'avantatge a El Clàssic, en una derrota per 2-1 a casa davant el Reial Madrid. Per tant, es va convertir en el segon jugador de més edat a marcar amb el club en aquest matx, amb 33 anys i 4 dies, només per darrere de Sergio Agüero. A més, el seu gol va ser el primer d'un jugador alemany amb el club en un Clàssic des de Bernd Schuster el 1988.

## Selecció alemanya
Després de passar per les categories inferiors de la selecció alemanya, va debutar amb la Die Mannschaft l'11 d'octubre del 2011, va ser contra la selecció belga en un partit de classificació per a l'Eurocopa 2012. Va entrar al terreny de joc al minut 84, substituint a Philipp Lahm, el partit va acabar 3-1 favorable als alemanys.
Va formar part de la selecció alemanya que va participar en l'Eurocopa 2012 i que va ser eliminada per la selecció italiana en les semi-finals del torneig.
El 26 de març del 2013 va marcar el seu primer gol amb la selecció, va ser contra el Kazakhstan en un partit de classificació per a la Copa del Món 2014.

## Vida personal
Gündoğan es va casar amb Sara Arfaoui el 2022 i tenen un fill. La cosina de Gündoğan, Naz Aydemir, és jugadora de voleibol.
El maig del 2018, Gündoğan es va reunir a Londres amb el president turc Recep Tayyip Erdoğan, juntament amb Mesut Özil i Cenk Tosun, dos jugadors anglesos més d'origen alemany i ascendència turca. Gündoğan va ser criticat per referir-se a Erdoğan com "el meu president", malgrat no ser ciutadà de Turquia. L'incident va causar controvèrsia política a Alemanya, i Gündoğan va ser escridassat pels aficionats alemanys quan jugava amb la selecció setmanes després.

## Palmarès

### Borussia Dortmund
- 1 Bundesliga: 2011-12
- 1 DBF Pokal: 2011-12
- 1 DFL Supercup: 2013

### Manchester City
- 1 Lliga de Campions de la UEFA: (2022-23)
- 5 Lligues angleses: (2017-18, 2018-19, 2020-21, 2021-22, 2022-23)
- 2 Copes angleses: (2018-19, 2022-23)
- 4 Copes de la lliga anglesa: (2017-18, 2018-19, 2019-20, 2020-21)
- 2 Community Shield: (2018, 2019)